# 하츠
하츠는 벽산 그룹 계열의 주방 후드 전문 제조 업체이다. 가정용 레인지 후드, 주택 환기 시스템, 소형 빌트인 기기, 청공조기 등을 주력으로 만든다.

## 사업
이 회사는 제품을 일반 소비자 뿐 아니라 공동주택을 분양하는 건설사를 상대로 B2B로 판매하기도 한다. 특히 레인지 후드는 브랜드 인지도가 높아 대한민국 내에서 48%의 시장 점유율을 확보하고 있다. 이 회사의 매출은 건설사의 분양실적과 인테리어를 담당하는 업체의 수요에 의해 좌우된다.
매출구성은 후드 47%, 빌트인 31%, 환기공사 15% 등으로 이루어진다.

## 테마주
하츠는 2012년 대선 때 증시에서 박근혜 테마주로 인식되어 박근혜의 행보와 함께 주가가 급등한 일이 있다. 그 이유는 하츠의 최대주주인 김희철 회장이 박근혜 후보와 먼 인척 관계라는 소문이 돌았기 때문인데, 큰 개연성이 없음에도 하츠는 네배 가까이 급등했다. 하츠는 이때 자사주 매각을 통해 무려 372%에 달하는 수익을 달성했다.

## 같이 보기
- 테마주
- 정치테마주
- 대한민국 제17대 대통령 선거

## 참고 문헌
1. 1 2  “박근혜 바람 탄 하츠, 자사주 대박, 이데일리 2012.09.20”. 2015년 9월 24일에 원본 문서에서 보존된 문서. 2014년 10월 25일에 확인함.